# 岡亮
岡 亮（おか りょう、2000年11月15日 - ）は、日本の元子役俳優である。高校3年生まではホリプロ・インプルーブメント・アカデミーに所属していた。
身長 162cm、体重43kg。好きな色は青。

## 出演

### 映画
- 細菌列島 （2009年） - 水橋翔太 役

### テレビドラマ
- エジソンの母（TBS、2008年） - 藤村純 役
- 夏樹静子サスペンス特別企画「四文字の殺意 ひめごと」（テレビ東京、2008年）
- トリハダ4 第3話（フジテレビ、2008年）
- Q10 第4話（日本テレビ、2010年）
- プレミアム8「トライエイジ〜三世代の挑戦〜杉山家三代の物語」（NHK BS-hi、2011年）
- マルモのおきて（フジテレビ、2011年） - ムック（声）役
- 花ざかりの君たちへ〜イケメン☆パラダイス〜2011 第1話（フジテレビ、2011年7月10日） - ムック（声）役
- マルモのおきてスペシャル（フジテレビ、2011年10月9日） - ムック（声）役
- 時々迷々 「キミは害鳥?」（NHK教育、2011年） - クー（声）役
- もう一度君に、プロポーズ 第2話（TBS、2012年4月27日）
- 新春ワイド時代劇 「白虎隊〜敗れざる者たち」（テレビ東京、2013年1月2日） - 西郷吉十郎 役
- 天国の恋 （フジテレビ、2013年10月28日） - 海老原太一 役
- マルモのおきてスペシャル2014 （フジテレビ、2014年9月28日） - ムック（声）役
- 土曜ワイド劇場 「ショカツの女11」（朝日放送、2015年11月21日） - 立花誠 役
- 先に生まれただけの僕（日本テレビ、2017年10月 - 12月） - 水川翔平 役

### シングル
- マル・マル・モリ・モリ!（2011年5月25日、ユニバーサルミュージック）「薫と友樹、たまにムック。」 - ムック（声）

### バラエティ
- アッコにおまかせ!（TBS、2007年）
- 伊集院光のしんばんぐみ〜アクトレスが泣くのです!選手権〜（BS11、2009年）
- 太田光の私が総理大臣になったら…秘書田中。（日本テレビ、2009年）
- あつまれ!アースキッズ（CSキッズステーション、2010年）
- めざましどようび（フジテレビ、2011年）
- 潜入!リアルスコープ（フジテレビ、2011年）
- SMAP×SMAP（フジテレビ、2011年） - ムック
- もしもツアーズ（フジテレビ、2011年）
- 泣いて笑って2時間マルマル!元気モリモリSP（フジテレビ、2011年） - ムック（声）
- クイズ!イチガン（TBS、2012年）-
- HEY!HEY!HEY! MUSIC CHAMP（フジテレビ、2012年5月14日
- 痛快TV スカッとジャパン（フジテレビ、2015年9月7日） - ショートドラマ

### テレビアニメ
- 最強武将伝 三国演義（テレビ東京、2010年）

### CM
- ソニー - α（2006年）
- アサヒフード&ヘルスケア - ディアナチュラ（2007年）
- 花王 - リリーフ お出かけパンツ（2009年）
- フマキラー - ウイルシャット（2010年）
- 花王 - アタックネオ（2011年）
- ポケモンコミュニケーションズ - ポケモンバトルチェス（2011年）
- タカラトミー - モンスターシューティングリアル（2012年）
- LION - 香りとデオドラントのソフラン「汗まみれの剣道着」篇（2016年）

### 舞台
- 回転木馬（2009年）
- 川中美幸特別公演「幸せの行方」（2009年）

### 雑誌
- Sports KIDS α（2006年）
- ALBA（2009年）
- 週刊女性（2011年）